# 10 kilometer gång för damer i friidrott vid olympiska sommarspelen 1992
10 kilometer gång för damer vid olympiska sommarspelen 1992 i Barcelona avgjordes 3 augusti. 

## Medaljörer
| Gren              | Guld                | Guld  | Silver                  | Silver | Brons             | Brons |
| 10 kilometer gång | Chen Yueling · Kina | 44.32 | Jelena Nikolajeva · OSS | 44.33  | Li Chunxiu · Kina | 44.41 |

## Resultat
- Q innebär avancemang utifrån placering i heatet.
- q innebär avancemang utifrån total placering.
- DNS innebär att personen inte startade.
- DNF innebär att personen inte fullföljde.
- DQ innebär diskvalificering.
- NR innebär nationellt rekord.
- OR innebär olympiskt rekord.
- WR innebär världsrekord.
- WJR innebär världsrekord för juniorer
- AR innebär världsdelsrekord (area record)
- PB innebär personligt rekord.
- SB innebär säsongsbästa.
- w innebär medvind > 2,0 m/s

| Placering              | Gångare                  | Tid   | Noteringar |
| ---------------------- | ------------------------ | ----- | ---------- |
| 1                      | Chen Yueling (CHN)       | 44.32 | OR         |
| 2                      | Jelena Nikolajeva (EUN)  | 44.33 |            |
| 3                      | Li Chunxiu (CHN)         | 44.41 |            |
| 4                      | Sari Essayah (FIN)       | 45.08 |            |
| 5                      | Cui Yingzi (CHN)         | 45.15 |            |
| 6                      | Madelein Svensson (SWE)  | 45.17 |            |
| 7                      | Annarita Sidoti (ITA)    | 45.23 |            |
| 8                      | Jelena Sajko (EUN)       | 45.23 |            |
| 9                      | Anne Judkins (NZL)       | 45.28 |            |
| 10                     | Mari Cruz Díaz (ESP)     | 45.32 |            |
| 11                     | Katarzyna Radtke (POL)   | 45.45 |            |
| 12                     | Mária Urbanik (HUN)      | 45.50 |            |
| 13                     | Ildikó Ilyés (HUN)       | 45.54 |            |
| 14                     | Encarna Granados (ESP)   | 46.00 |            |
| 15                     | Kerry Saxby-Junna (AUS)  | 46.01 |            |
| 16                     | Beate Anders (GER)       | 46.31 |            |
| 17                     | Beata Kaczmarska (POL)   | 46.34 |            |
| 18                     | Andrea Alföldi (HUN)     | 46.35 |            |
| 19                     | Elisabetta Perrone (ITA) | 46.43 |            |
| 20                     | Michelle Rohl (USA)      | 46.45 |            |
| 21                     | Tina Poitras (CAN)       | 46.50 |            |
| 22                     | Emilia Cano (ESP)        | 47.03 |            |
| 23                     | Miki Itakura (JPN)       | 47.11 |            |
| 24                     | Yuko Sato (JPN)          | 47.43 |            |
| 25                     | Janice McCaffrey (CAN)   | 48.05 |            |
| 26                     | Debbi Lawrence (USA)     | 48.23 |            |
| 27                     | Victoria Herazo (USA)    | 48.26 |            |
| 28                     | Maricela Chávez (MEX)    | 48.39 |            |
| 29                     | Pascale Grand (CAN)      | 49.14 |            |
| 30                     | Eva Machuca (MEX)        | 50.02 |            |
| 31                     | Gabrielle Blythe (AUS)   | 50.13 |            |
| 32                     | Betty Sworowski (GBR)    | 50.14 |            |
| 33                     | Kathrin Born-Boyde (GER) | 50.21 |            |
| 34                     | Isilda Gonçalves (POR)   | 50.23 |            |
| 35                     | Lisa Langford (GBR)      | 51.44 |            |
| 36                     | Miriam Ramón (ECU)       | 51.56 |            |
| 37                     | Perri Williams (IRL)     | 54.53 |            |
| 38                     | Kada Delić (BIH)         | 55.24 |            |
| Diskvalificerade (DSQ) |                          |       |            |
| —                      | Alina Ivanova (EUN)      | DQ    |            |
| —                      | Ileana Salvador (ITA)    | DQ    |            |
| —                      | Susana Feitor (POR)      | DQ    |            |
| —                      | Graciela Mendoza (MEX)   | DQ    |            |
| —                      | Vicky Lupton (GBR)       | DQ    |            |
| —                      | Ma Kyin Lwan (MYA)       | DQ    |            |